# Bodiosa
Bodiosa é uma povoação portuguesa sede da Freguesia de Bodiosa do Município de Viseu, freguesia com 25,6 km² de área e 2840 habitantes (censo de 2021), tendo, por isso, uma densidade populacional de 110,9 hab./km².
Morfologicamente, implanta-se num vale, a tender para uma zona planáltica no noroeste do concelho, a sul do Rio Vouga.

## Demografia
Nota: no ano de 1864 pertencia ao concelho de Vouzela, tendo passado para o atual concelho por decreto de 2 de setembro de 1876.
A população registada nos censos foi:
| Distribuição da População por Grupos Etários | Distribuição da População por Grupos Etários | Distribuição da População por Grupos Etários | Distribuição da População por Grupos Etários | Distribuição da População por Grupos Etários |
| -------------------------------------------- | -------------------------------------------- | -------------------------------------------- | -------------------------------------------- | -------------------------------------------- |
| Ano                                          | 0-14 Anos                                    | 15-24 Anos                                   | 25-64 Anos                                   | > 65 Anos                                    |
| 2001                                         | 555                                          | 493                                          | 1561                                         | 501                                          |
| 2011                                         | 414                                          | 341                                          | 1603                                         | 689                                          |
| 2021                                         | 311                                          | 289                                          | 1408                                         | 832                                          |

## Aldeias
Fazem parte da freguesia 11 aldeias:
- Aval
- Bodiosa-Nova
- Bodiosa-Velha
- Oliveira de Baixo
- Oliveira de Cima
- Pereiras
- Póvoa de Queirela
- Queirela
- Silgueiros de Bodiosa
- Travanca
- Vendas de Travanca

## Origem
Em termos históricos, o seu povoamento remonta a épocas muito recuadas, transportando-nos até ao período Neo-Calcolítico, como o atestam vestígios encontrados, nomeadamente as antas aqui existentes: Chã de Brancos, Pedra da Moura, Seixas, Torta, Vale da Cabra e Pedra D’Arca.
Os Suevos instalaram-se neste local entre os séculos V e VI e deram andamento às “villas” espano-romanas, de carácter eminentemente rural. A área da freguesia pertencia ao termo de Viseu, o qual esteve sujeito à passagem de cristãos e muçulmanos.
Tal facto, comprova a importância que ambos os lados atribuíam à região, no período entre os séculos VIII e XI.
O nome da freguesia adveio da palavra latina “Betulosa”.

## Transportes e acessos
Bodiosa é servida pela Mobilidade Urbana de Viseu (MUV) — linhas 15, 18, e 20, e também pela Empresa Guedes.
É servida pela EN16 e A24 (na saída para S. Pedro do Sul apanha-se a EN16 em direção a "S. Pedro do Sul" e, após 200 metros, entra-se em Bodiosa).

## Património Religioso
- Igreja Paroquial de Bodiosa
- Capela em Queirela
- Capela em Travanca Grande
- Capela em Oliveira de Cima
- Capela em Oliveira de Baixo
- Capela de São João, em Pereiras
- Capela de Santa Marinha, entre os povos de Aval e Silgueiros
- Capela de Santa Eufémia, em Bodiosa-Velha

## Cultura
Existem na freguesia diversas associações culturais, tais como:
- Centro Social de Bodiosa
- ATLETAMB - Associação de Tempos Livres e Temáticas Ambientais
- Agrupamento 1185 do Corpo Nacional de Escutas
- ARDCOB - Associação Recreativa Desportiva e Cultural de Oliveira de Baixo
- URO - União Recreativa Oliveirense [Oliveira de Cima]
- AFCRD - Associação Folclórica Cultural Recreativa e Desportiva [Pereiras]
- CSREQ - Centro Social Recreativo e Educativo de Queirela
- ACT - Atlético Clube de Travanca
- ARDC de Santa-Marinha, Associação Recreativa Desportiva e Cultural (Aval e Silgueiros de Bodiosa)

## Festividades
O padroeiro de Bodiosa é São Miguel Arcanjo, que se celebra a 29 de Setembro. Na matriz celebram-se também a Santa Bárbara e a Senhora do Carmo. Nas diversas aldeias celebram-se ainda: Santa Marinha, São Macário, Santa Eufémia, Senhora da Piedade, Senhora das Candeias, São João Baptista, Senhora da Saúde, Santa Cristina, Senhora da Luz e Senhora da Graça.